# Gilleleje
Gilleleje (Aussprache: ɡ̊ilˈlɑɪ̯) anhörenⓘ ist ein dänischer Küstenort mit Fischereihafen im Norden der Insel Seeland am Kattegat. Er zählt rund 6.500 Einwohner und gehört zur Gribskov Kommune.

## Geografie
Gilleleje ist der nördlichste Ort der Insel Seeland und liegt trotz Zugehörigkeit zu der Region Hovedstaden (Hauptstadtregion) circa 53 Kilometer (Luftlinie) von Kopenhagens Innenstadt entfernt.

## Geschichte
Die frühste bestätigte Siedlung in Gyldeleye (früherer Name) existierte im frühen 16. Jahrhundert. Bei einer Ausgrabung aus dem Jahre 1979 wurde ein Haus unter mehreren Schichten Sand gefunden. Das Haus wurde etwa kurz nach 1536 gebaut.
Der spätere Philosoph Søren Kierkegaard verbrachte als Student Erholungsaufenthalte in Gilleleje. 1835 schrieb er hier einen seiner berühmtesten Tagebucheinträge, der für viele den Beginn der Existenzphilosophie markiert. Zum Gedenken an den berühmten Gast wurde am Gilbjergpfad ein Søren-Kierkegaard-Stein aufgestellt.
Die Gemeinde war 1943 von den Verfolgungsmaßnahmen gegen jüdische Dänen durch die deutsche Besatzung im Zweiten Weltkrieg betroffen – daran erinnert ein Denkmal Teka Bashofar Gadol. 74 versteckte Personen wurden von hier verschleppt.

## Sehenswürdigkeiten
- Die ungefähr 1530 erbaute Gilleleje Kirke befindet sich östlich des Ortskerns.[5]
- Das Gilleleje Museum liegt nahe der Kirche, die Ausstellungen präsentieren die Geschichte von Gilleleje.[6]
- Der Museumsleuchtturm Nakkehoved Fyr liegt etwa einen Kilometer östlich von Gilleleje.[7]

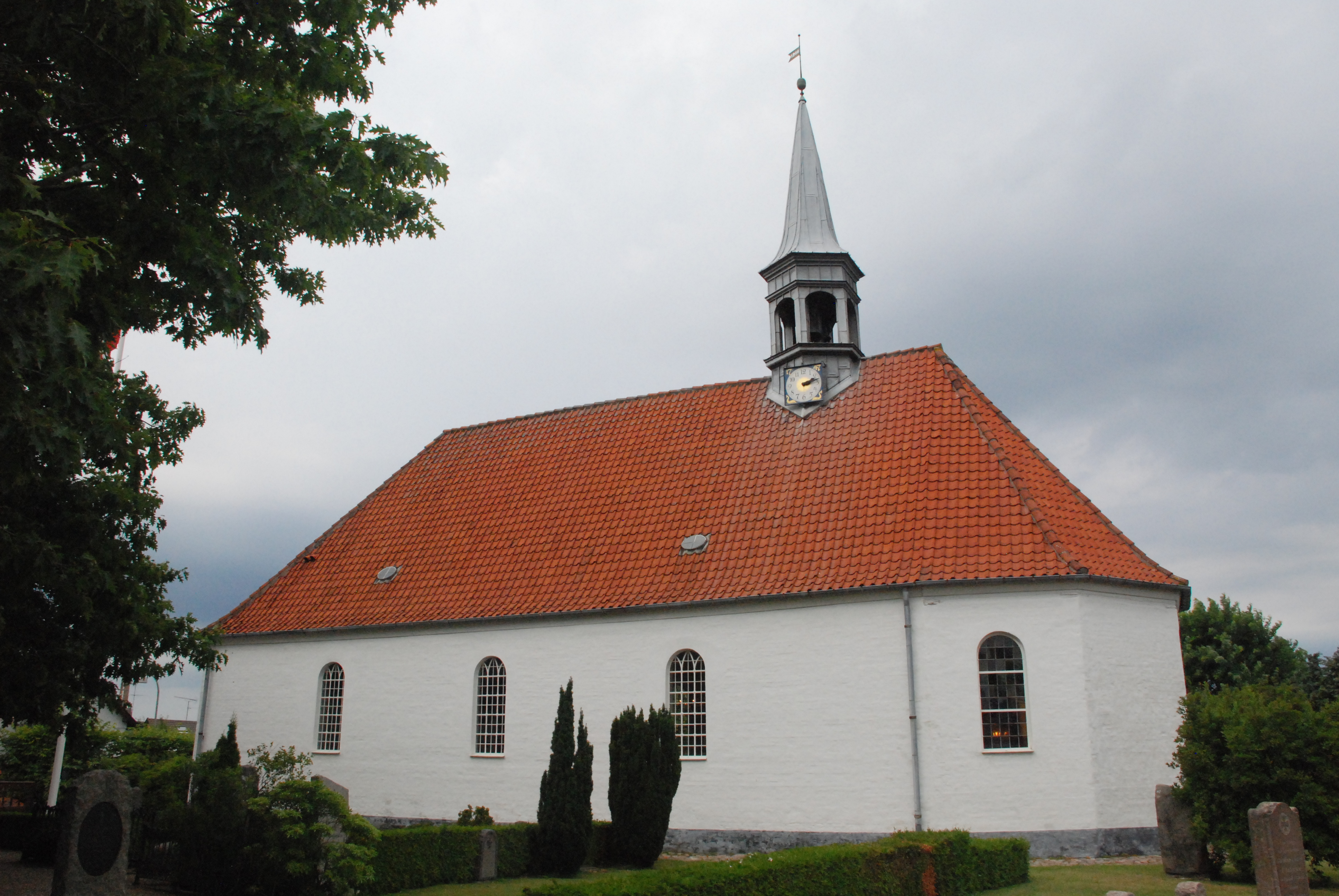
Gilleleje Kirke
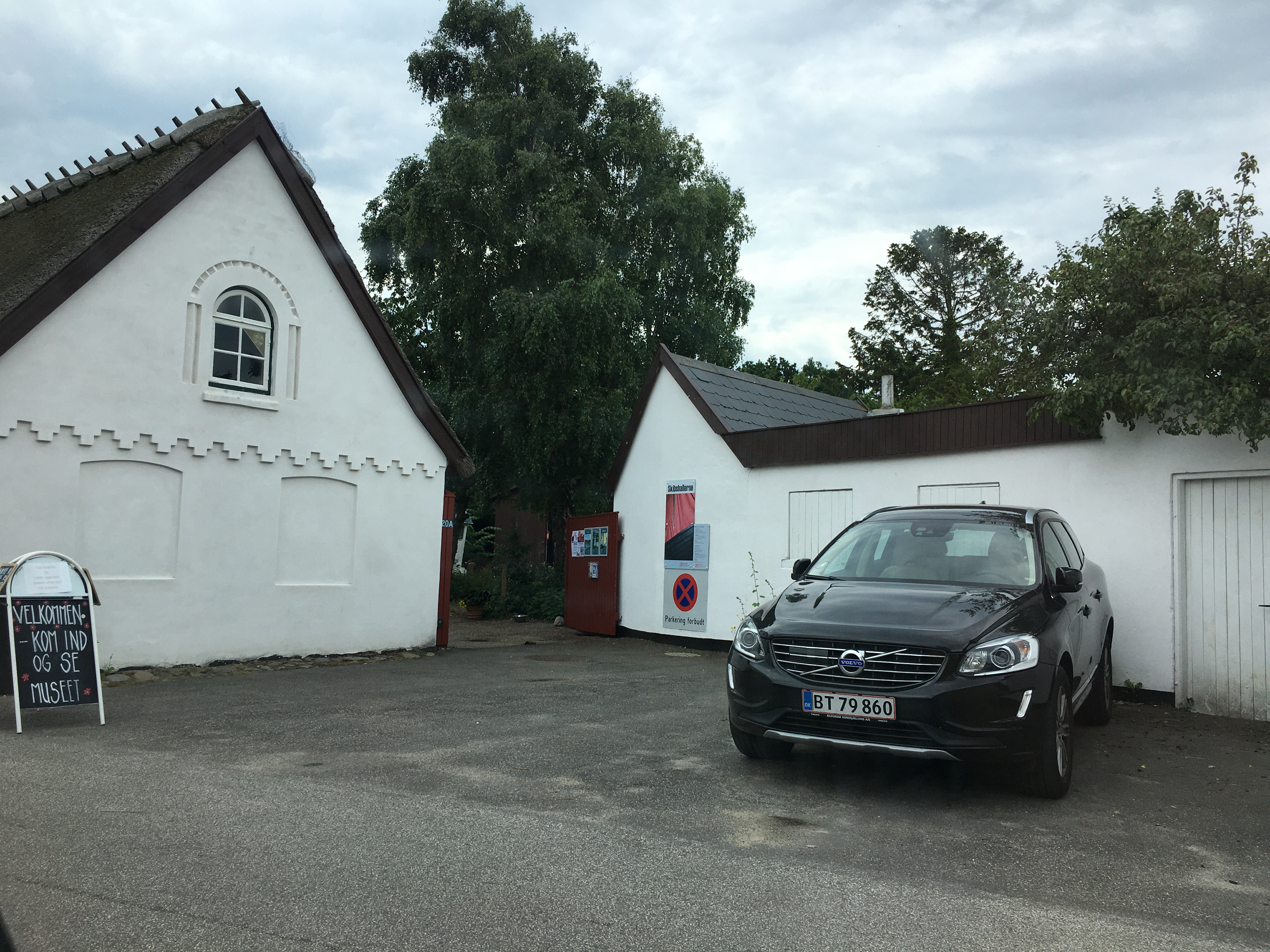
Gilleleje Museum
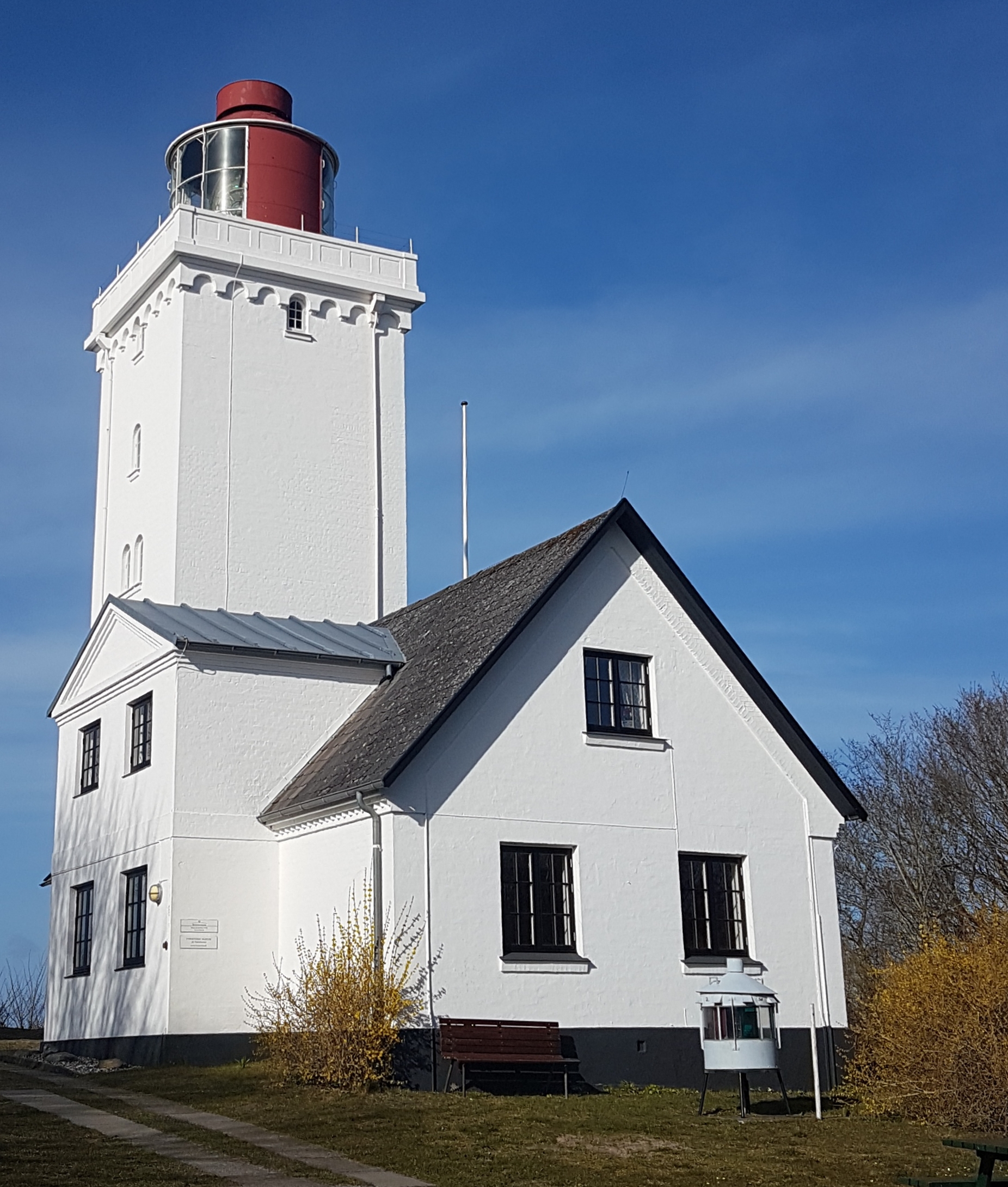
Der Leuchtturm Nakkehoved Fyr